# 高低階
高階、低階（英語：High and low level）是在邏輯學及計算機科學相關領域中，與「推論的一種技術：抽象化」有關的概念。由於不同的人類在思考時，偏好「將特定命題抽象化或具體化成自己容易思考的程度」。「高階、低階」就是指稱「命題抽象化的程度」。命題越抽象，就越高階。越具體而不抽象，就越低階。
「高階、低階」在權能的概念裡，指稱的是權能的大小及多寡。